# Armin Falk

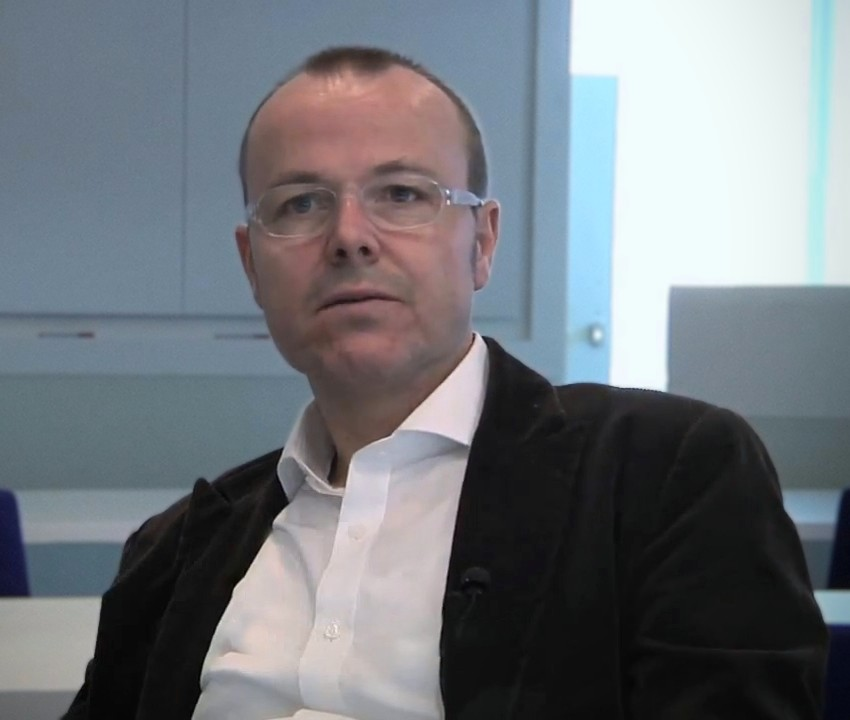
Armin Falk (2011)

Armin Falk (* 18. Januar 1968 in Bergisch Gladbach) ist ein deutscher Wirtschaftswissenschaftler. Seine Arbeitsgebiete liegen im Bereich der Verhaltens- und Arbeitsmarktökonomik.

## Laufbahn
Falk studierte Volkswirtschaftslehre sowie Philosophie und Geschichte an der Universität Köln. 1998 promovierte er über das Thema Reciprocity and Wage Formation bei Ernst Fehr (Universität Zürich), wo er sich 2003 auch habilitierte.
Falk ist Professor für Volkswirtschaftslehre und Direktor des Behavior and Inequality Research Institute (briq) sowie des Labors für Experimentelle Wirtschaftsforschung an der Universität Bonn. Er ist externes wissenschaftliches Mitglied der Max-Planck-Gesellschaft (und als solches Mitarbeiter des Max-Planck-Instituts zur Erforschung von Gemeinschaftsgütern), Programmdirektor am Institut zur Zukunft der Arbeit (IZA), Fellow des Centre for Economic Policy Research (CEPR), Fellow des Centers for Economic Studies (CESifo), Forschungsprofessor am Deutschen Institut für Wirtschaftsforschung (DIW) und Mitglied des Wissenschaftlichen Beirats beim Bundesministerium für Wirtschaft und Energie.
2022 wurden Vorwürfe laut, Falk habe sich Fehlverhaltens gegenüber einer ehemaligen Kollegin schuldig gemacht. Falks Arbeitgeber, das Institute on Behavior & Inequality (briq) an der Universität Bonn, teilte in einer öffentlichen Erklärung mit, dass eine unabhängige Untersuchung die Vorwürfe nicht bestätigt gefunden habe. Falk sei aus Sicht des briq voll rehabilitiert. Nachdem die Deutsche Post Stiftung als Trägerin 2023 ankündigte, das briq-Institut wieder mit dem IZA zusammenlegen zu wollen und der IZA-Direktor Simon Jäger daraufhin seinen Abschied ankündigte, sollte Falk als briq-Direktor die Leitung der vereinigten Einrichtung übernehmen. Hiergegen regte sich breiter Widerstand in der deutschen und internationalen Ökonomik. Die Reaktion Falks auf die Vorwürfe habe ihn damals „das Vertrauen und die Wertschätzung seiner Kollegen gekostet“. Im November 2023 forderten über 500 der 2000 Mitglieder des IZA-Netzwerks, Falk nicht zum Leiter des Instituts zu ernennen; anderenfalls wollten sie geschlossen aus dem Netzwerk austreten. Am 20. November 2023 gab die Deutsche Post Stiftung gekannt, dass sie auf Falks Wunsch dessen Ernennung zum Leiter des IZA zurückgenommen habe.

## Forschungen
In der Forschung von Falk geht es, allgemein gesprochen, um eine bessere, empirische Fundierung des ökonomischen Verhaltensmodells. Das traditionelle ökonomische Modell (Homo Oeconomicus) postulierte perfekte Rationalität und Eigennutz; die Arbeiten von Falk (und von zahlreichen anderen Ökonomen) zeigen aber, dass das menschliche Verhalten in der Regel nur beschränkt rational ist und dass neben einer engen Eigennutzorientierung weitere Motive menschliches Verhalten beeinflussen, v. a. soziale Präferenzen wie Fairness und Vertrauen.
Falks Forschung ist in hohem Maße interdisziplinär und nutzt Einsichten der experimentellen Wirtschaftsforschung, Sozialpsychologie, Genetik und den Neurowissenschaften. Methodisch stehen Feld- und Laborexperimente im Vordergrund, die durch neurowissenschaftliche Verfahren wie z. B. der funktionellen Magnetresonanztomografie ergänzt werden. Ein weiterer Schwerpunkt bildet die Analyse von repräsentativen Fragebogendaten.
Inhaltlich beschäftigt sich Falk vor allem mit zwei Bereichen, der Analyse von ökonomischen Präferenzen sowie mit psychologischen Aspekten des Arbeitsmarkts.
Die Analyse von Präferenzen und Persönlichkeit ist von großer Bedeutung für die Wirtschafts- und Sozialwissenschaften, da jedem Modell Annahmen hierüber zu Grunde liegen. Im Vordergrund steht die Analyse von sozialen Präferenzen, sowie Zeit- und Risikopräferenzen, aber auch von Persönlichkeitsmerkmalen. Gefördert durch ERC Grants des Europäischen Forschungsrats werden u. a. die Verteilung von Präferenzen in der Bevölkerung sowie sozioökonomische Determinanten untersucht. So hat Falk gemeinsam mit Koautoren in einer global repräsentativen Umfrage, dem "Global Preference Survey", Maße für Zeit- und Risikopräferenzen, Reziprozität, Altruismus und Vertrauen bei insgesamt 80000 Individuen in 76 Ländern erhoben und analysiert. Darüber hinaus
untersucht Falk in einer Langzeitstudie den Einfluss des Mentorenprogramms "Balu und Du" auf das prosoziale Verhalten von Grundschulkindern. Das kontrolliert randomisierte Studiendesign erlaubt es den Forschern dabei, Aussagen über die kausalen Wirkungszusammenhänge zu treffen, die zwischen einer solchen Bereicherung des sozialen Umfelds und dem Sozialverhalten der Kinder bestehen. Die gesammelten Daten werden im "Bonn Intervention Panel" (BIP) zusammengefasst, das seit 2013 auch Bestandteil des "SOEP Innovation Sample" (SOEP-IS) ist.
Ein zweiter wichtiger Arbeitsschwerpunkt von Falk betrifft psychologische Aspekte des Arbeitsmarkts (verhaltensorientierte Arbeitsmarktökonomik). Die Forschung zeigt, dass neben materiellen Aspekten, speziell am Arbeitsmarkt Themen wie soziale Präferenzen, sozialer Vergleich, Fairness, Vertrauen, soziale Anerkennung und intrinsische Motivation eine entscheidende Rolle spielen. Dies hat Auswirkungen auf die Arbeitsbeziehung sowie die Funktionsweise von Organisationen und Arbeitsmärkten.
2016 wurde er in der Rangliste der einflussreichsten Ökonomen in Deutschland in den TOP 10 geführt.

## Preise und Auszeichnungen
- 2013: Europäischer Forschungsrat (European Research Council (ERC)), „Advanced Grant“, fünfjährig, über 1,7 Mio. Euro
- 2011: Preis der Berlin-Brandenburgischen Akademie der Wissenschaften[12]
- 2011: Yrjö-Jahnsson-Preis[13][14]
- 2010: Europäische Akademie der Wissenschaften und Künste
- 2010: Ordentliches Mitglied der Academia Europaea[15]
- 2009: Nationale Akademie der Wissenschaften, Leopoldina[16]
- 2009: Nordrhein-Westfälische Akademie der Wissenschaften und der Künste
- 2009: Gottfried Wilhelm Leibniz-Preis der Deutschen Forschungsgemeinschaft
- 2008: Europäischer Forschungsrat, „Starting Independent Researcher Grant“, fünfjährig, über 1,34 Mio. Euro
- 2008: Gossen-Preis des Vereins für Socialpolitik[17]
- 2007: Fellow der European Economic Association
- 2006: John T. Dunlop Outstanding Scholar Award der Labor and Employment Relations Association
- 2004: CESifo Prize in Public Economics
- 1999: Preis des Institut für Empirische Wirtschaftsforschung der Universität Zürich für die beste Publikation eines Ökonomen unter 35

## Schriften (Auswahl, nach Erscheinen geordnet)

### Bücher/Monographien
- Warum es so schwer ist, ein guter Mensch zu sein: … und wie wir das ändern können: Antworten eines Verhaltensökonomen. Siedler Verlag, München, ISBN 978-3-8275-0160-8.

### Aufsätze, Beiträge & Co.
- mit Anke Becker und Benjamin Enke: Ancient Origins of the Global Variation in Economic Preferences. In: AEA Papers and Proceedings, 110 (2020): 319–323.
- mit Johannes Hermle: Relationship of Gender Differences in Preferences Increase with Economic Development and Gender Equality. In: Science, 362.6412 (2018).
- mit Anke Becker, Thomas Dohmen, Benjamin Enke, David Huffman, und Uwe Sunde: Global evidence on economic preferences. In: The Quarterly Journal of Economics, 133.4 (2018): 1645–1692.
- mit Steffen Altmann, Andreas Grunewald, David Huffman: Contractual Incompleteness, Unemployment, and Labor Market Segmentation. In: The Review of Economic Studies 81.1 (2014): S. 30–56.
- mit Nora Szech: Morals and Markets. In: Science 340.6133 (2013): 707–711.[18]
- mit Thomas Dohmen, David Huffman, Uwe Sunde: The Intergenerational Transmission of Risk and Trust Attitudes. In: The Review of Economic Studies 79.2 (2012): S. 645–677.
- mit Johannes Abeler, Lorenz Götte, David Huffman: Reference Points and Effort Provision. In: American Economic Review 101.2 (2011): S. 470–492.
- mit Thomas Dohmen: Performance Pay and Multidimensional Sorting: Productivity, Preferences and Gender. In: American Economic Review 101.2 (2011): S. 556–590.
- mit Thomas Dohmen, David Huffman, Uwe Sunde: Are Risk Aversion and Impatience Related to Cognitive Ability? In: American Economic Review, 100.3 (2010): S. 1238–1260.
- mit James J. Heckman: Lab Experiments are a Major Source of Knowledge in the Social Sciences. In: Science 326 (2009): S. 535–538.
- mit Bernd Weber, Antonio Rangel, Matthias Wibral: The Medial Prefrontal Cortex exhibits Money Illusion. In: Proceedings of the National Academy of Sciences PNAS, 106.13 (2009): S. 5025–5028.
- mit Klaus Fließbach, Bernd Weber u. a.: Social Comparison Affects Reward-Related Brain Activity in the Human Ventral Striatum.  In: Science 318.5854 (2007): S. 1305–1308.
- Gift-Exchange in the Field. In: Econometrica 75.5 (2007): S. 1501–1511.
- mit Ernst Fehr, Christian Zehnder: Fairness Perceptions and Reservation Wages: The Behavioral Effects of Minimum Wage Laws. In: Quarterly Journal of Economics 121.4 (2006): S. 1347–1381.
- mit Ernst Fehr, Urs Fischbacher: Driving Forces Behind Informal Sanctions. In: Econometrica 7.6 (2005): S. 2017–2030.
- mit Martin Brown, Ernst Fehr: Relational Contracts and the Nature of Market Interactions. In: Econometrica 72 (2004): S. 747–780.
- mit Ernst Fehr: Wage Rigidities in a Competitive Incomplete Contract Market.  In: Journal of Political Economy 107 (1999): S. 106–134.